# Halte Zwammerdam
Halte Zwammerdam is een voormalige spoorweghalte aan de Nederlandse spoorlijn Woerden - Leiden, destijds aangelegd door de Spoorweg-Maatschappij Leiden-Woerden en geëxploiteerd door de Nederlandsche Rhijnspoorweg-Maatschappij (NRS). De halte lag ten zuidwesten van Zwammerdam. Aan de spoorlijn werd de halte voorafgegaan door station Bodegraven en gevolgd door station Alphen aan den Rijn. Bij de halte was een stationsgebouw aanwezig.
0,0: Woerden ·
3,7: Waarder ·
9,2: Bodegraven ·
12,4: Zwammerdam ·
17,4: Alphen a/d Rijn ·
22,4: Hazerswoude-Koudekerk ·
26,8: Zoeterwoude ·
30,0: Leiden Lammenschans ·
31,5: Leiden Witte Poort ·
32,5: Leiden Centraal
Alphen a/d Rijn ·
Arkel · 
Barendrecht · 
Bodegraven · 
Boskoop · 
-Snijdelwijk · 
Boven Hardinxveld · 
Capelle Schollevaar · 
De Vink · 
Delft · 
-Campus · 
Den Haag:
-Centraal · 
-HS ·
-Laan van NOI · 
-Mariahoeve · 
-Moerwijk · 
-Ypenburg · 
Dordrecht · 
-Stadspolders ·
-Zuid ·
Gorinchem · 
Gouda · 
-Goverwelle · 
Hardinxveld:
-Blauwe Zoom · 
-Giessendam · 
Hillegom · 
Lansingerland-Zoetermeer · 
Leiden:
-Centraal · 
-Lammenschans · 
Nieuwerkerk a/d IJssel · 
Rijswijk · 
Rotterdam:
-Alexander · 
-Blaak · 
-Centraal · 
-Lombardijen · 
-Noord · 
-Stadion · 
-Zuid · 
Sassenheim · 
Schiedam Centrum · 
Sliedrecht · 
-Baanhoek · 
Voorburg · 
Voorhout · 
Voorschoten ·
Waddinxveen · 
-Noord ·
-Triangel ·
Zoetermeer · 
-Oost · 
Zwijndrecht
Geplande stations:
Gorinchem Noord · Hazerswoude-Koudekerk · Schiedam Kethel
Voormalige stations: zie de lijst van voormalige spoorwegstations in Zuid-Holland